# جورج بي شيلتون
جورج بي شيلتون (بالإنجليزية: George P. Shelton)‏ هو عسكري أمريكي، ولد في 1820 في Southbury, Connecticut ‏ في الولايات المتحدة، وتوفي في 16 أكتوبر 1902 في Seymour, Connecticut ‏ في الولايات المتحدة.